# Burton Richter
Burton Richter (Nueva York, 22 de marzo de 1931-Palo Alto, 18 de julio de 2018) fue un físico estadounidense ganador del Premio Nobel de Física. 

## Biografía
Estudió en el MIT, donde se licenció en 1952 y se doctoró en 1956. Fue director del Stanford Linear Accelerator Center (SLAC) desde 1984 hasta 1999.
Profesor de la Stanford University, Richter construyó un acelerador de partículas llamado SPEAR (Stanford Positron-Electron Asymmetric Ring) con la ayuda de David Ritson y el soporte de la U.S. Atomic Energy Commission. Con el descubrió una nueva partícula subatómica que el llamó partícula psi (ahora llamada partícula J/ψ).
El mismo descubrimiento fue hecho independientemente por Samuel Chao Chung Ting y los dos científicos fueron galardonados juntos en 1976 con el Premio Nobel de Física, por su trabajo.